# Altwin (Brixen)
Altwin von Brixen († 7. März 1097 in Brixen) war von 1049 bis 1097 Bischof von Brixen. In seiner Amtszeit wurde die Territorialbildung des Bistums in großen Zügen abgeschlossen.

## Leben und Wirken
Altwin wurde vermutlich schon in jungen Jahren zum Bischof geweiht, was sich aus seiner fast 50-jährigen Amtszeit schließen lässt. Er dürfte zuvor Dompropst in Salzburg gewesen sein. Papst Damasus II. ernannte ihn 1048 zum Presbyter cardinalis, seine Titelkirche ist nicht bekannt.
Dem Brixener Bischofskatalog ist zu entnehmen, dass Kaiser Heinrich III. dem Bischof angeblich das Bistum für 100 Mark verkaufte; außerdem wird ihm die Transferierung aus Verona unterstellt. Altwin begleitete den Kaiser, als dieser im Jahr 1055 über den Brenner nach Italien zog. Für diesen Dienst zeigte sich Heinrich III. großzügig. Er schenkte Altwin eine Besitzung in der Steiermark. Der Bischof ließ dort einen Wehrbau errichten sowie die möglicherweise damals schon vorhandene Burg Schwanberg ausbauen.
Nachdem Heinrich III. im Oktober des Jahres 1056 gestorben war, übernahm sein minderjähriger Sohn Heinrich IV. den Thron. Es dauerte nicht lange, bis sich Altwin an den Hof begab, um sich dort die Gebiete des Hochstifts Brixen bestätigen zu lassen. Von nun an ist er immer öfters in der Nähe der Kaiserin-Witwe und des jungen Königs anzutreffen.
Im Jahr 1063 begleitete Altwin Heinrich IV. auf seinem Feldzug gegen Ungarn. Zur Belohnung bekam er dieses Mal zwei Berge in Krain. Zwei Jahre später übertrug ihm Heinrich IV. das Schutzrecht über eine bisherige Reichsabtei, das Chorherrenstift Polling bei Weilheim.
Altwin nahm sowohl am Fürstentag zu Salzburg im Jahr 1073 als auch am Sachsenkrieg 1075 teil. Im darauffolgenden Jahr verschärfte sich der Konflikt zwischen Kaiser- und Papsttum. Die Synode von Worms enthob Papst Gregor VII. seines Amtes. Dies brachte Altwin große Vorteile für das Bistum ein. Der König und spätere Kaiser wollte treue Kleriker auf seiner Seite haben und honorierte Loyalität auch finanziell. So bekam Brixen im Jahr 1077 den Meierhof in Schlanders, Besitzungen in Passeier und 30 weitere Güter übertragen.
Da Altwin während des Investiturstreites treuer Anhänger des späteren Kaisers und scharfer Gegner des Papstes war, ermöglichte er, dass in Brixen am 25. und 26. Juni 1080 eine Synode abgehalten wurde. Bei diesem Brixner Konzil nahmen neun deutsche und 21 italienische Bischöfe teil. Dort wurde Papst Gregor VII. für abgesetzt erklärt und die Einsetzung des Erzbischofs von Ravenna ins Papstamt als Clemens III. beschlossen.
Im Jahr 1091 hielt sich der Brixener Bischof im Heerlager des Kaisers in Verona auf. Dort verlieh ihm Heinrich IV. am 2. September desselben Jahres die Grafschaftsrechte Engelberts von Spanheim im Pustertal. Diese umfassten u. a. auch das Gebiet der späteren Stadt Bruneck. Altwin wurde so zum Lehensmann des Kaisers und Territorialherr.
Im Folgejahr wurde Altwin vom papsttreuen Herzog Welf aufgrund seiner kompromisslosen Haltung aus der Bischofsburg vertrieben und inhaftiert. Er konnte sich aber aus der Gefangenschaft befreien und zu Heinrich IV. fliehen. Der Herzog ließ währenddessen Altwin durch Burkhard als neuen Bischof ersetzen. Vier Jahre später söhnte sich Heinrich IV. mit Herzog Welf aus. Altwin versuchte daraufhin, sein Bistum wieder zu übernehmen.
Von Altwins Durchsetzungsvermögen zeugen mehr als 300 Traditionsnotizen, die auch die Entwicklung der bischöflichen Verwaltung dokumentieren.